# Mad Max: Fury Road (fumetto)
Mad Max: Fury Road è una miniserie a fumetti del 2015 scritta da Mark Sexton e Nico Lathouris, su soggetto di George Miller, prequel del film omonimo del 2015.

## Trama

### Nux & Immortan Joe
All'interno della Cittadella, il Custode della Storia, uno storico e un saggio il cui corpo è totalmente ricoperto di tatuaggi riportanti nomi di persone, luoghi ed eventi importanti da tramandare, inizia a narrare la storia di Nux agli abitanti della Cittadella, diverso tempo dopo che questa è stata liberata dalla tirannia di Immortan Joe.
I genitori di Nux, assieme a lui bambino, giungono alla Cittadella in cerca di un posto sicuro, ma finiscono per vivere alla base di questa come la moltitudine di disperati lì presente, senza adeguate condizioni igieniche né abbastanza cibo o acqua. Per supportare la sua famiglia, il padre di Nux accetta un lavoro pericoloso ai piani alti della Cittadella, dove finisce per morire assassinato. Nux non scoprirà mai ciò che è successo al padre e, quando la madre muore di malattia, decide di raggiungere il padre, che crede ancora vivo. Per fare ciò, Nux si aggrappa alla piattaforma usata dalle guardie per trasportare veicoli e rifornimenti all'interno della Cittadella; una delle guardie tenta di scaraventarlo giù, ma è fermato da un'altra guardia che, divertita, vuole vedere per quanto tempo il piccolo potrà resistere. Quando, Nux, sfinito, inizia a scivolare, i Figli di Guerra che assistono alla scena lo scherniscono, ma questo non demorde e, oltre a non mollare la presa, ride a sua volta. Una guardia, impressionata dalla grinta, lo prende a bordo dell'elevatore e Nux viene acclamato dai Figli di Guerra, che lo soprannominano "Nux" (dal latino nux, "noce") , perché è come "una noce dura da rompere". Crescendo, entra a far parte dei Figli di Guerra, e cerca in Immortan Joe la figura paterna di cui è stato privato.
Il Custode della Storia racconta dunque la storia delle origini dell'ex-tiranno Immortan Joe.
Dopo il collasso della società, il colonnello veterano Joe Moore formò una banda di predoni composta dai soldati che avevano servito sotto il suo comando, tra cui il maggiore Kalashnikov, ed iniziò a razziare le varie comunità sopravvissute. In uno dei suoi raid, uno dei prigionieri che stava per venire ucciso, un uomo grasso, rivela per salvarsi la posizione di una grande fortezza naturale situata sopra una falda acquifera incontaminata: la Cittadella. Joe tenta di convincere i difensori della Cittadella a farli entrare offrendo loro alcune donne come schiave sessuali, ma questi rifiutano. Dopo numerosi attacchi andati a vuoto, gli esploratori che Joe aveva mandato a perlustrare le zone circostanti in cerca di cibo, lo informano della presenza di una raffineria di petrolio abbandonata a nord, e di una cava mineraria in rovina a ovest. Joe studia un piano per arrampicarsi sulla fortezza con i suoi soldati per conquistarla dall'interno, ma i difensori della Cittadella resistono agli attacchi ed uccidono la quasi totalità degli uomini di Joe, compiendo esecuzioni sommarie sui sopravvissuti ed impiccando i loro corpi alle pareti rocciose. Dopo tre giorni senza notizie di Joe e dei soldati penetrati all'interno della Cittadella, l'armata si prepara a smobilitare alle prime luci dell'alba, quando Joe riemerge con un pugno di uomini sulla sommità della Cittadella, vincitore. I suoi seguaci sono colpiti da quest'impresa ai limiti del possibile e lo acclamano come "immortale", "Immortan". La cava, soprannominata "Bullet Farm", verrà affidata al maggiore Kalashnikov, conosciuto in seguito come "il Fabbricante di Munizioni", mentre la raffineria, soprannominata "Gas Town", verrà donata all'uomo grasso che aveva rivelato la posizione della Cittadella, conosciuto in seguito come "il Mangiatore di Uomini". Joe avrà poi tre figli; Scrotus, Rictus Erectus e Corpus Callosum, tutti afflitti da tare genetiche fisiche o mentali. Questo condurrà Joe alla decisione di rinchiudere le donne sane e fertili che cattura nei suoi raid in una cupola, isolandole dal mondo esterno per accoppiarvisi e procreare figli sani.

### Furiosa
Immortan Joe rinchiude le Cinque Mogli, giovani donne adatte a far nascere una prole sana, in un caveau blindato (riadattato come bio-cupola) all'interno della Cittadella, assieme ad una tutrice, una Custode della Storia di nome Miss Giddy, che funge da insegnante alle ragazze affinché queste non impazziscano durante la prigionia. Dopo aver esaminato la maggiore delle cinque, Angharad, Organic Mechanic, il medico della Cittadella, informa Joe che questi ha un lasso di tempo di due giorni se vuole avere dalla donna un figlio sano. Conoscendo gli impulsi incontrollabili di suo figlio Rictus, Joe assegna un guerriero, l'Imperatrice Furiosa, a protezione delle Mogli, che inizialmente le sono ostili e la insultano. Le Mogli subiscono gli stupri del tiranno notte dopo notte ed Angharad rimane incinta di Joe; tenta quindi di abortire segretamente, ma viene fermata da Furiosa. Le altre Mogli la insultano, intimandole di lasciarle in pace, ma Furiosa, infuriatasi, le colpisce duramente, rimproverandole di non essere grate abbastanza per i privilegi (acqua fresca, cibo, riparo) concessi loro, che nessun altro nella Cittadella ha. Le Mogli rispondono che la loro vita, anche se agiata, è resa un inferno dalle sevizie di Joe, ed Angharad schernisce la sua carceriera, ma Furiosa riesce a tener loro testa; dopo questo incidente, il rapporto tra le Mogli e Furiosa inizia gradualmente a migliorare. Una notte, mentre ascolta le doti canore e musicali delle Mogli, Joe dichiara di voler prendere la verginità di Cheedo, unica Moglie ancora illibata. Dag reagisce ed intima al tiranno di non toccare Cheedo, essendo "l'unica cosa pura non ancora rovinata da lui". Infuriato, Joe la violenta e la ingravida; in seguito avvisa le Mogli che avrebbero dovuto apprezzare maggiormente i privilegi a loro concessi. La libertà delle ragazze viene ridotta e vengono costrette ad indossare cinture di castità dentate, mentre Furiosa viene rimossa dal suo incarico di protezione. Furiosa e le Mogli architettano un piano di fuga, del quale Miss Giddy decide di non fare parte, ritenendosi troppo anziana ed in grado di rallentare la fuga: nottetempo, Furiosa libera le Mogli dal caveau e le fa salire su di uno scomparto segreto della blindocisterna, preparandosi a partire per il Luogo verde, il giorno seguente.

### Max - Prima parte
Osservando la nuova Cittadella, alla cui base sorge ora un pacifico villaggio, il Custode della Storia ricorda come il mondo precipitò nel caos; per anni, le grandi compagnie sfruttarono le risorse terrestri inquinando l'aria e l'acqua, finché anche quest'ultima iniziò a scarseggiare. La gente si accorse troppo tardi dell'entità del danno e le sue proteste furono soffocate nel sangue dal braccio armato delle grandi potenze; superato il punto di non ritorno, le nazioni crollarono e regnava l'anarchia. Solo pochi uomini, tra cui Max Rockatansky e la sua Main Force Patrol, si opposero alla barbarie, venendone comunque travolti. Il Custode ricorda allora agli abitanti della Cittadella la storia di Max, l'uomo che li salvò.
Tempo dopo gli avvenimenti di Mad Max oltre la sfera del tuono, Max giunge a Gas Town per combattere nel "Thunderdome Plus", un'arena di combattimento che mette in palio un motore V8, che permetterebbe all'uomo di completare la costruzione di una nuova Interceptor, dopo che la prima è stata distrutta negli avvenimenti de Il guerriero della strada. Il Thunderdome Plus è simile all'originale "sfera del tuono", ma presenta un combattimento di più persone invece che solo di due. Con il procedere del combattimento, a cui presiede anche il Mangiatore di Uomini, rimangono in vita solo due avversari: Max e un membro della banda degli Avvoltoi che indossa una rudimentale armatura irta di rostri e lame. L'ex-poliziotto si trova in difficoltà, ma riceve da una sconosciuta spettatrice dell'incontro un bengala, che usa per stordire l'avversario, per poi finirlo con il suo stesso elmetto chiodato. Vittorioso, Max riceve la sua ricompensa, ma gli Avvoltoi, ritenendo la sua vittoria non valida per via dell'aiuto ricevuto dall'esterno, giurano vendetta. Tornato all'Interceptor, Max viene sopraffatto ed immobilizzato, mentre il veicolo viene rubato dal resto della banda. Un Avvoltoio, invece di ucciderlo, gli taglia l'arteria femorale e gli offre una scelta, prima di andarsene: togliere il coltello dalla ferita per tagliare le corde che lo immobilizzano, finendo però per morire dissanguato, o lasciarlo dov'è, finendo per morire a causa dell'eccessivo calore del deserto. Max sceglie la prima opzione e riesce a liberarsi, ma perde molto sangue e finisce per perdere i sensi, venendo soccorso e medicato dalla donna che lo aveva aiutato al Thunderdome, che gli ricorda che è suo debitore.

### Max - Seconda parte
La donna scorta Max fino a Sunken City, agglomerato sotterraneo dove vivono gli Avvoltoi; lei vuole l'aiuto di Max per salvare Gloria, sua figlia piccola, rapita dai predoni durante uno dei loro raid, ed in cambio lei l'aiuterà a ritrovare l'Interceptor. Max rifiuta e va da solo, promettendole che avrebbe trovato anche Gloria. La bambina, che veniva usata dai Avvoltoi per esplorare le strette cavità di Sunken City, è in realtà già scappata alla custodia dei suoi aguzzini, ma persasi nei cunicoli bui della città sotterranea, non è più riuscita a trovare la strada per la superficie. Max trova la bambina e, dopo un'iniziale diffidenza, questa collabora con lui ed insieme riescono a eludere diverse volte la guardia degli Avvoltoi, riuscendo a trovare un'uscita per l'esterno. Max deve prima recuperare la sua auto e, aiutato da Gloria, si dirige verso la sala "parcheggio" della città, dove trova l'Interceptor, ormai totalmente riparata dai predoni. Scoperti da questi ultimi, i due scappano a bordo del veicolo, inseguiti dai veicoli degli Avvoltoi; nello scontro i secondi hanno la peggio, e l'uomo che aveva precedentemente pugnalato Max apparentemente muore nell'incidente. Max riporta Gloria da sua madre, che gli offre la possibilità di unirsi a loro per continuare il viaggio. Max rifiuta e prosegue per la sua strada, ma dopo aver scorto qualcosa nello specchietto retrovisore fa velocemente inversione di marcia. Gloria pensa che l'uomo abbia cambiato idea, ma la madre intuisce che c'è qualcosa che non va; infatti, l'Avvoltoio che aveva ferito Max è ancora vivo e travolge con il suo mezzo le motociclette su cui stavano Gloria e sua madre, uccidendole. Furioso, Max si scaglia con l'Interceptor sul veicolo dell'Avvoltoio, che muore, rimanendo impalato sugli spuntoni della sua stessa carrozzeria. Nuovamente solo, Max seppellisce le due donne e si dirige verso l'ignoto a bordo dell'Interceptor, tormentato dai loro fantasmi.
Una volta terminato il suo racconto, il Custode mostra alle persone che lo hanno ascoltato una conversazione che sta avvenendo nella Cittadella. Corpus Callosum mette in guardia un'ignota figura femminile sul fatto che continuare a donare l'acqua a chiunque giunga alla Cittadella possa essere controproducente, poiché potrebbe essere interpretato come un segno di debolezza ed altre bande potrebbero cercare di catturare la Cittadella. Le suggerisce quindi di prendere subito il controllo. Il Custode avvisa gli abitanti della Cittadella che lo hanno ascoltato: stanno per ripetersi gli stessi errori accaduti in passato. L'unico modo per evitare che la storia si ripeta, dice, è imparare da esse e cercare di fare parte del futuro.

### La Blindocisterna
Una raccolta di brevi aneddoti riguardanti ciascuno dei componenti della Blindocisterna.
1. Il Tatra T815
Subito dopo l'apocalisse, un militare diserta, scappando con un Tatra T815-7 carico di munizioni e di risorse rubate alla sua caserma, ma viene ucciso dal Maggiore Kalashikov. Joe Moore prenderà poi possesso del mezzo.
2. L'autocisterna
Un camionista riesce a sfuggire alle gang che aggrediscono coloro che fuggono dalle città in preda all'anarchia a bordo di un'autocisterna. Spintosi abbastanza in là e privo di benzina, nasconde la moglie e la figlia in uno scomparto segreto del mezzo e parte alla ricerca di carburante: viene ucciso da due predoni che avevano equivocato il significato delle due taniche che si portava appresso. L'autocisterna viene ritrovata alcuni mesi dopo dagli uomini di Joe, che se ne impadroniranno, facendone la punta di diamante del neonato esercito di Joe, ma i cadaveri della donna e della ragazzina verranno alla luce solo due anni dopo, per via del perfetto occultamento del comparto nascosto.
3. I motori gemelli
Due gemelli, molto uniti ed appassionati di meccanica, assistono all'omicidio del padre durante l'apocalisse. A bordo di un'auto personalizzata a due motori, la Double Jeopardy, inseguono l'omicida e si vendicano. Riescono a sopravvivere per molto tempo uccidendo chiunque abbia la sfortuna di avvicinarsi a loro, prima di incontrare l'esercito di Joe, che gli sottrae l'automobile e li impicca assieme vicino alla casa in fiamme.
4. La Chevrolet Fleetmaster
Joe Moore recluta tra le sue file un abile meccanico soprannominato "il Donk" ed utilizza la sua Chevrolet Fleetmaster nei suoi raid. Dopo che questa viene danneggiata dal colpo di un lanciarazzi, il Donk la unisce con i motori gemelli dei due fratelli e con il Tatra 815, creando la parte anteriore della Blindocisterna.
5. Il maggiolino Volkswagen
Sei mesi prima dell'apocalisse, due ragazze stanche del mondo partono per un viaggio senza meta a bordo di un piccolo maggiolino Volkswagen. Una volta finita la benzina, si accampano senza volere vicino ad un sito militare segreto e lì vivono alla giornata in mezzo alla natura, senza apparecchi elettronici di sorta. Quando il sito viene bombardato nuclearmente, subiscono pian piano gli effetti della radioattività, morendo in modo orribile. Molto tempo dopo, i loro corpi vengono ritrovati nel maggiolino da dei Figli di Guerra; impressionati, questi offrono il mezzo al Donk, che lo aggiunge alla Blindocisterna come pezzo posteriore da cui sparare.
6. I bambini
Una donna ossessionata dalle bambole si circonda di esse anche in età adulta, non sopportando il contatto umano, e, durante l'apocalisse, muore di inedia nella sua abitazione di campagna. I suoi resti, circondati da centinaia di bambole, vengono ritrovati per caso da Rictus Erectus a dieci anni, evento che destabilizzerà per sempre la giovane psiche del ragazzo. Le teste di bambole verranno poi utilizzate come decorazione della Blindocisterna, così come la testa della ragazza immersa nella pece, come memento della presunta immortalità di Joe.
7. Il volante con il teschio
Gli oggetti che i disperati alla base della Cittadella scambiano per essere trasportati sopra di essa vengono accumulati in un luogo dove delle persone, incatenate, vengono costrette a costruirvi dei sempre più elaborati volanti con un teschio al centro, pena l'essere gettati giù dalla piattaforma rocciosa. I volanti verranno poi utilizzati dai Figli di Guerra per pilotare i veicoli dell'esercito di Joe.
8. La Blindocisterna
Furiosa prende dal mucchio di volanti nella Cittadella il volante della Blindocisterna, ormai completata, e vi si mette alla guida, con le mogli nascoste nel mezzo.

## Volumi
| Nr | Titolo originale                           | Titolo italiano     | Pubblicazione USA | Pubblicazione Italia | Soggetto      | Testi                       | Disegni                                                           | Colori             | Copertine                                    | Traduzione                             |
| -- | ------------------------------------------ | ------------------- | ----------------- | -------------------- | ------------- | --------------------------- | ----------------------------------------------------------------- | ------------------ | -------------------------------------------- | -------------------------------------- |
| 1  | Mad Max: Fury Road - Nux & Immortan Joe #1 | Nux & Immortan Joe  | 20 maggio 2015    | 16 gennaio 2016      | George Miller | Mark Sexton, Nico Lathouris | Riccardo Burchielli, Leandro Fernandez, Andrea Mutti, Mark Sexton | Michael Spicer     | Tommy Lee Edwards                            | Giulia Prodiguerra, Armando Ponticelli |
| 2  | Mad Max: Fury Road - Furiosa #1            | Furiosa             | 17 giugno 2015    | 16 gennaio 2016      | George Miller | Mark Sexton, Nico Lathouris | Tristan Jones, Szymon Kundransky                                  | Michael Spicer     | Tommy Lee Edwards                            | Giulia Prodiguerra, Armando Ponticelli |
| 3  | Mad Max: Fury Road - Mad Max #1            | Max - Prima parte   | 8 luglio 2015     | 16 gennaio 2016      | George Miller | Mark Sexton, Nico Lathouris | Mark Sexton                                                       | Michael Spicer     | Tommy Lee Edwards, Jim Lee, Nathan Fairbairn | Giulia Prodiguerra, Armando Ponticelli |
| 4  | Mad Max: Fury Road - Mad Max #2            | Max - Seconda parte | 5 agosto 2015     | 16 gennaio 2016      | George Miller | Mark Sexton, Nico Lathouris | Mark Sexton                                                       | Michael Spicer     | Tommy Lee Edwards                            | Giulia Prodiguerra, Armando Ponticelli |
| 5  | Mad Max: Fury Road - The War Rig #1        | La Blindocisterna   | 26 agosto 2015    | 16 gennaio 2016      | George Miller | Mark Sexton                 | Peter Pound                                                       | Lovern Kindzierski | N.D.                                         | Michele Innocenti, Armando Ponticelli  |

## Distribuzione
La miniserie fu annunciata nel febbraio 2015, con Miller incaricato di sovraintendere alla sceneggiatura. A partire dal maggio dello stesso anno, Vertigo iniziò a pubblicare i quattro albi, prequel del film, che narrano le origini dei personaggi principali presenti nella pellicola. Il primo volume, Mad Max: Fury Road - Nux and Immortan Joe #1, fu pubblicato il 20 maggio. Il secondo, Mad Max: Fury Road - Furiosa #1, il 17 giugno, mentre il terzo, Mad Max: Fury Road - Mad Max #1, l'8 luglio; l'ultimo numero, Mad Max: Fury Road - Mad Max #2, uscì il 5 agosto. Un volume unico contenente tutti e quattro i numeri più una storia inendita, Mad Max: Fury Road - The War Rig, è stato pubblicato il 26 agosto.
In Italia, la miniserie è stata distribuita da RW Edizioni in un volume unico il 16 gennaio 2016.

## Accoglienza
La miniserie ha ricevuto giudizi misti. In particolare, il volume incentrato su Furiosa è stato aspramente criticato per la rappresentazione che aveva fornito dello stupro e dei personaggi femminili. Alcuni critici hanno ritenuto che rovinasse in parte il film. I numeri incentrati su Nux, Max ed Immortan Joe sono stati invece ben accolti da pubblico e critica.